# Contea di Pike (Illinois)
La contea di Pike ( in inglese Pike County ) è una contea dello Stato dell'Illinois, negli Stati Uniti. La popolazione al censimento del 2000 era di 17 384 abitanti. Il capoluogo di contea è Pittsfield.